# Fünfseenland
Mit „Kulturlandschaft Fünfseenland“ bezeichnet das Bayerische Landesamt für Umwelt die zum Alpenvorland gehörige oberbayerische Region zwischen Ammersee und Starnberger See, die außer diesen beiden großen Seen auch den Wörthsee und den Pilsensee sowie viele kleinere Seen umfasst, von denen der Weßlinger See als der fünfte namensgebende See betrachtet wird.

## Lage

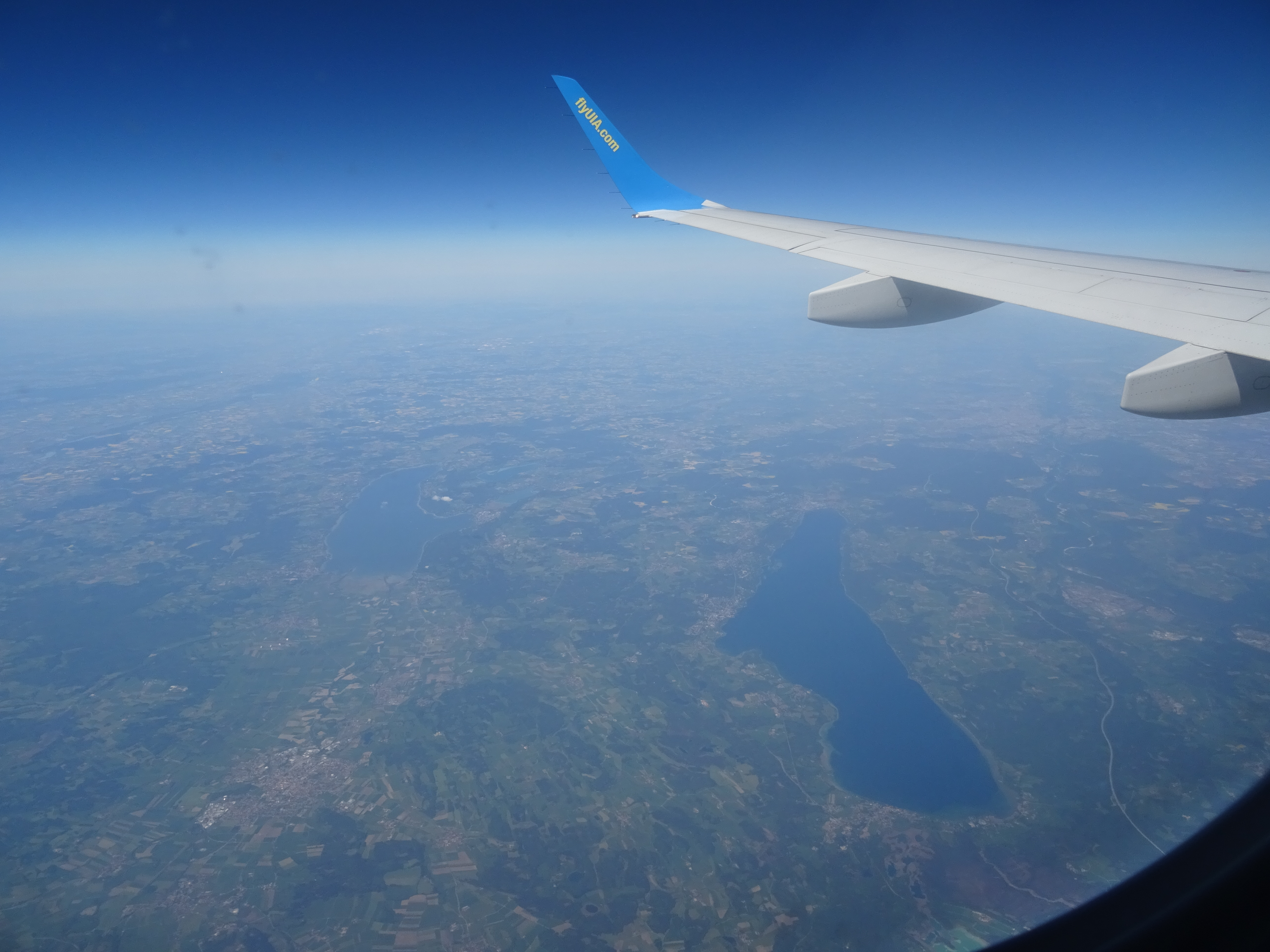
Luftaufnahme

Die Kulturlandschaft umfasst Teile der Landkreise Fürstenfeldbruck, Landsberg am Lech, Starnberg, Weilheim-Schongau und Bad Tölz-Wolfratshausen. Sie zählt zur Naturraumeinheit Ammer-Loisach-Hügelland (Münchner Ebene, Fürstenfeldbrucker Hügelland).

## Geologie
Die hügelige Landschaft (im Berndorfer Buchet bis 760 m ü. NN hoch) entstand in erster Linie durch die Erosion und Ablagerungen der Gletscher der letzten Eiszeit. Heute wechseln sich in der zwischen den Seen gelegenen Moränenlandschaft des Landkreises Starnberg Nadel- und Laubwälder mit landwirtschaftlichen Grünfluren und Äckern ab. Mit seinen mitunter steilen Hanglagen und Höhenunterschieden zu den Seen und dem Umland von teilweise über 200 m (Berndorfer Buchet, Andechser Klosterberg), sowie einigen tiefen, bisweilen felsigen Geländeeinschnitten (Pähler Schlucht, Kiental) trägt dabei das Relief des Fünfseenlandes besonders im Südwesten teilweise Züge einer Berg- oder Gebirgslandschaft.

## Flora und Fauna
Das Fünfseenland verfügt über zahlreiche Naturschutzgebiete, Moorlandschaften und Weideland. Ammer- und Starnberger See sind Winterquartiere für viele Zugvögel und bieten seltenen, geschützten Vogelarten eine Heimat.

## Kultur
Seit 2007 findet jährlich das Fünf Seen Filmfestival statt. Es wird – verteilt auf mehrere Spielstätten im Fünfseenland –  Ende August/Anfang September veranstaltet.

## Tourismus
Die Gegend gilt als ein beliebtes Urlaubs- und Ausflugsziel, wird aber auch für Tagungen und Seminare vermarktet. Die Region ist neben der Anbindung über die A95 München–Garmisch und die A96 München–Lindau auch mit der S-Bahn München auf den Bahnstrecken München–Garmisch-Partenkirchen und München-Pasing–Herrsching erreichbar. Die Nähe der bayerischen Alpen erlaubt bei guter Fernsicht den Blick auf Karwendel, Benediktenwand und Zugspitze.
Das Einzugsgebiet umfasst die Landkreise München, Starnberg, Bad Tölz-Wolfratshausen, Weilheim-Schongau, Landsberg am Lech und Fürstenfeldbruck und dient der Münchner und Augsburger Bevölkerung als wichtiges Naherholungsgebiet.

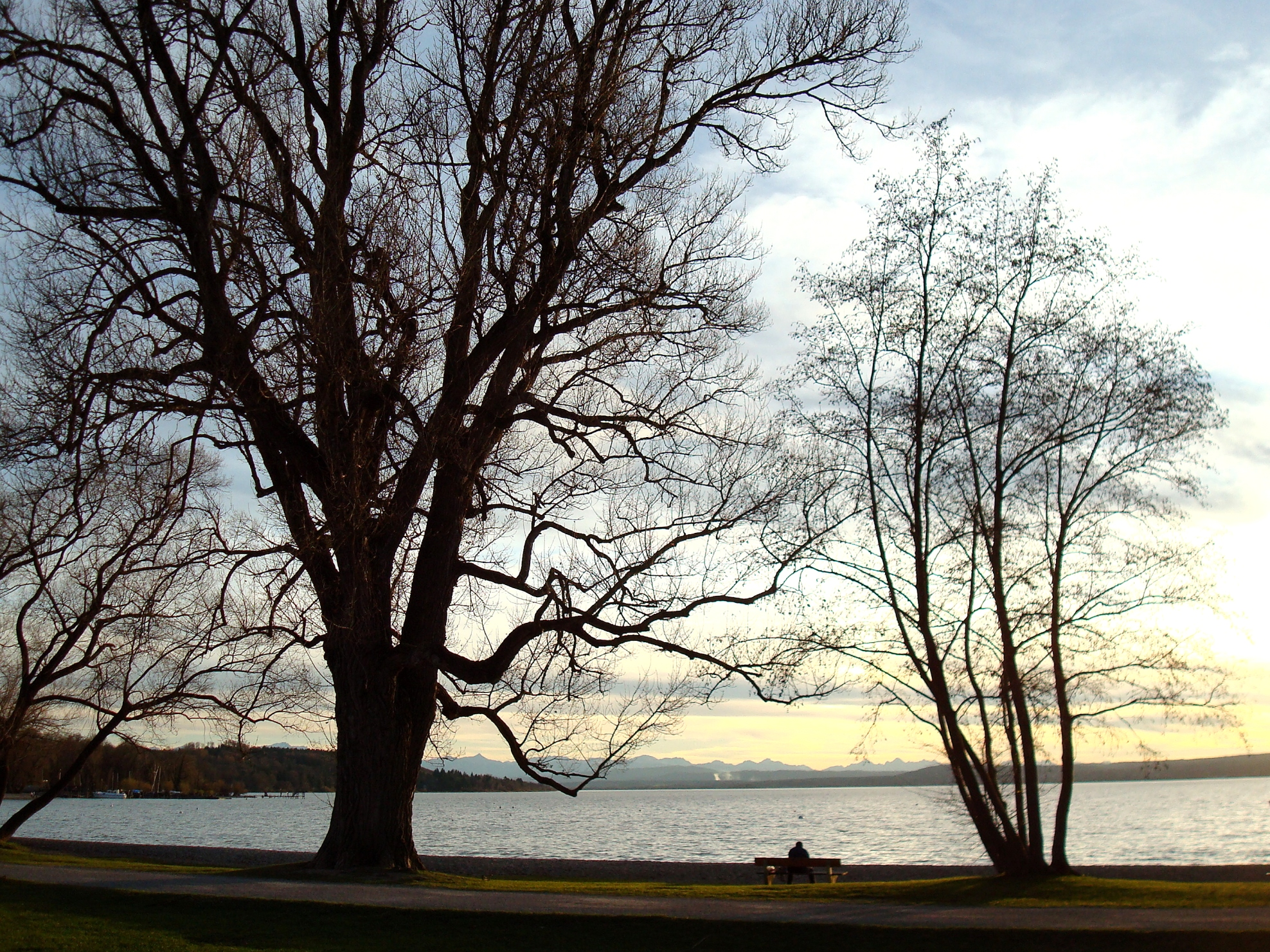
Ammersee
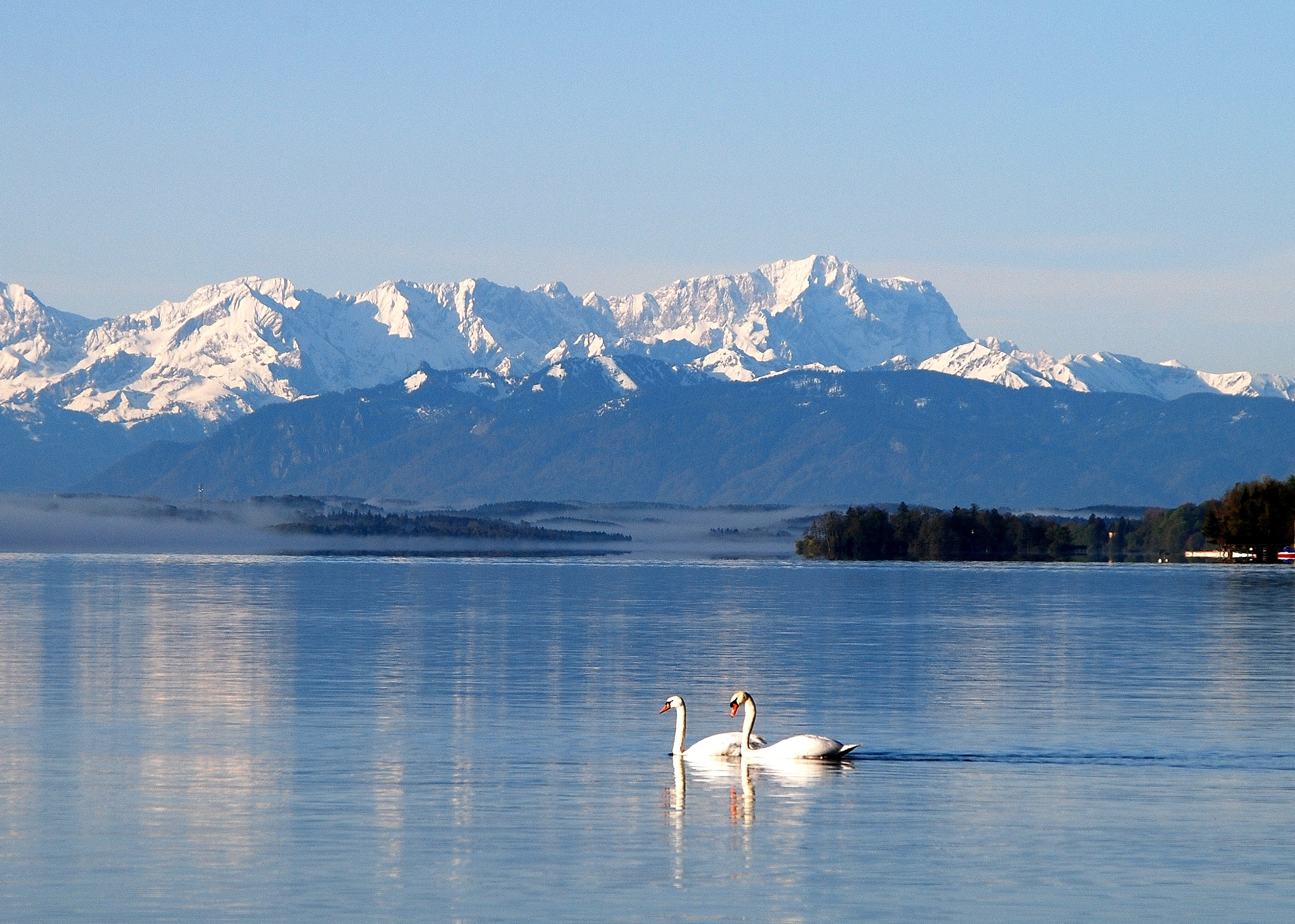
Starnberger See
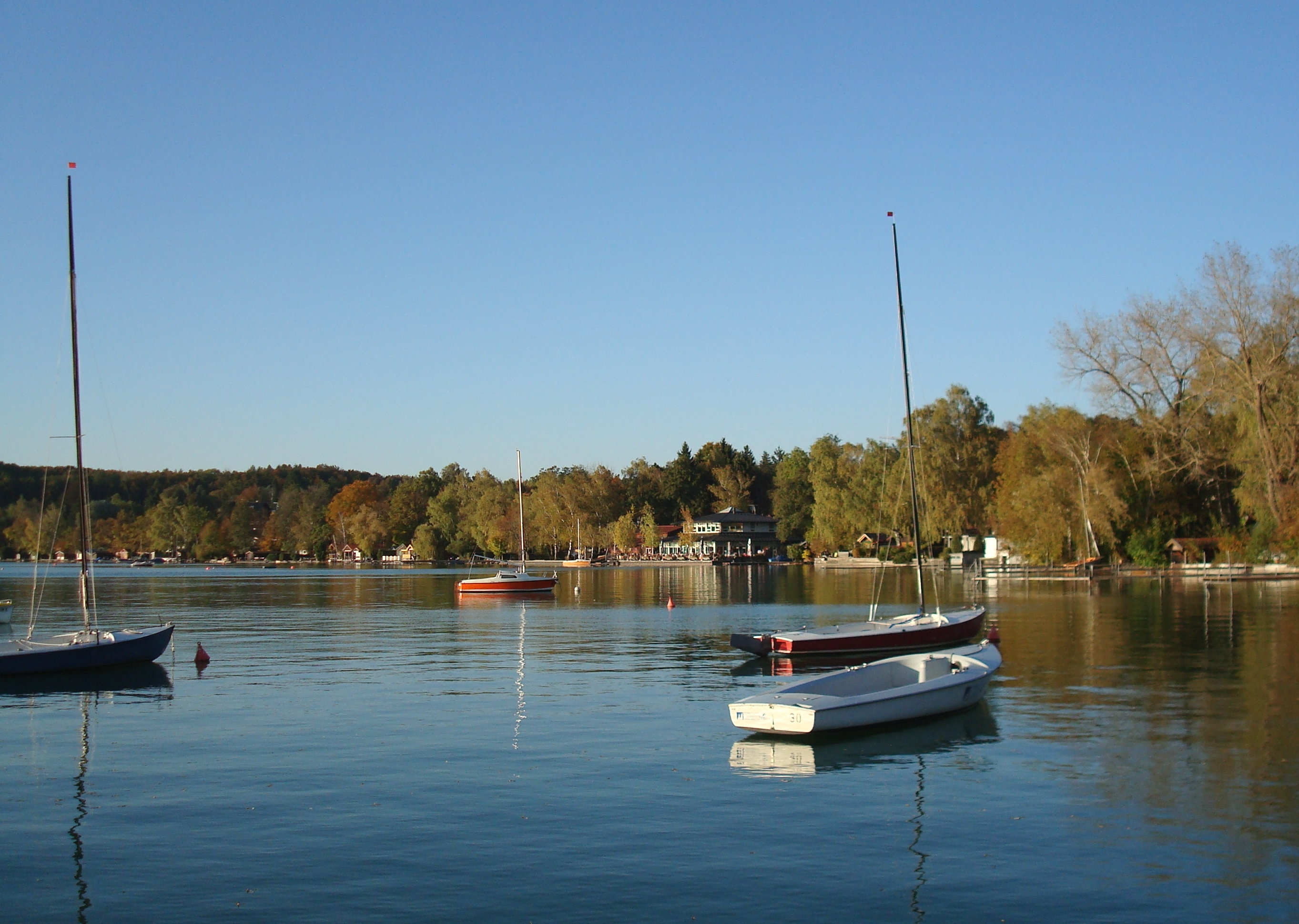
Wörthsee
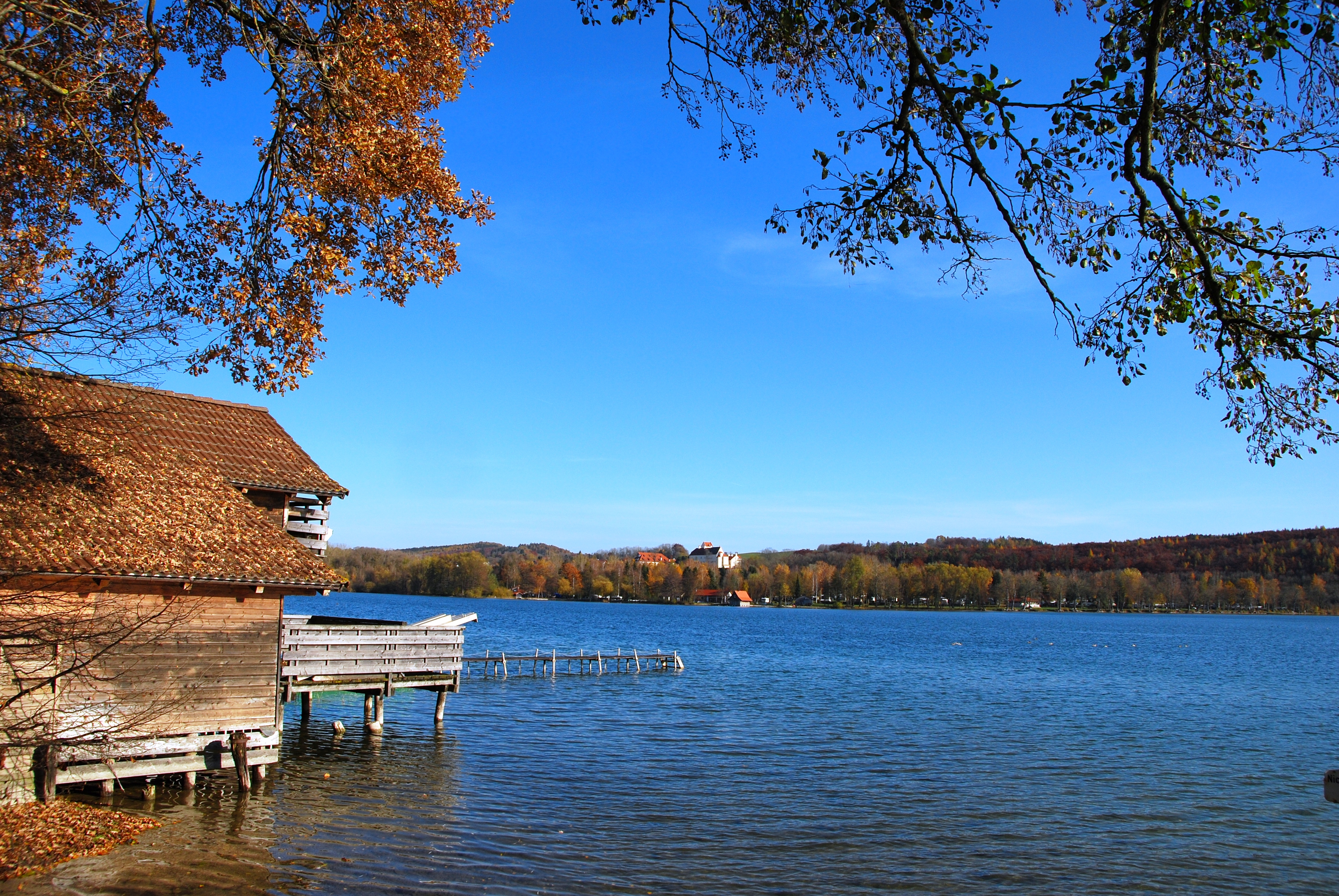
Pilsensee
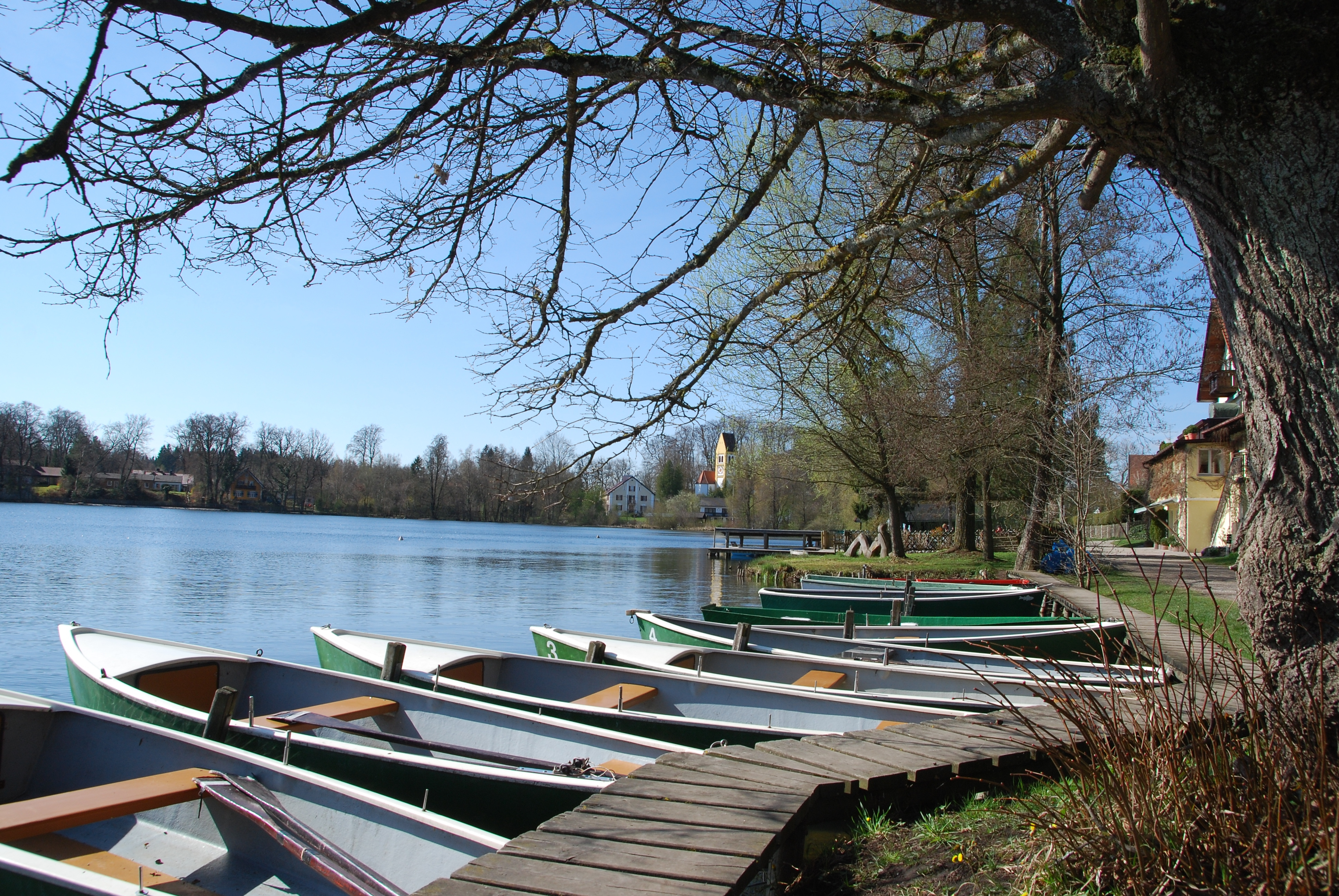
Weßlinger See